# Sanktuarium Matki Bożej Opiekunki Rodzin Robotniczych w Płokach
Sanktuarium Matki Bożej Opiekunki Rodzin Robotniczych w Płokach – sanktuarium we wsi Płoki położonej w województwie małopolskim, w powiecie chrzanowskim, w gminie Trzebinia.

## Kościół
Pierwszy kościół na wzgórzu, zwanym Zagajnikiem, w Płokach został wzniesiony w XIII w. Otrzymał on wezwanie Narodzenia Najświętszej Maryi Panny. Ok. 1300 r. utworzono przy nim parafię, wzmiankowaną po raz pierwszy w wykazach świętopietrza w 1328 r. Wielki pożar, który wybuchł 9 czerwca 1793 r.,  strawił świątynię wraz przyległą plebanią i dokumentami parafialnymi. W 1811 r. powstał następny kościół, zbudowany w stylu klasycystycznym. Ze względu na znajdujący się w ołtarzu głównym obraz Matki Bożej Płockiej, słynący łaskami, przybywały tutaj liczne rzesze pielgrzymów. Do czasu II wojny światowej na odpust, przypadający 8 września, pielgrzymowało nawet do 50 tysięcy wiernych. Z tego względu w latach 1949–1951 z inicjatywy ks. proboszcza Dionizego Gąsiorka kościół został zburzony,  a na jego miejscu wzniesiono nową, obszerną świątynię, która istnieje do dziś.
W kościele znajduje się sarkofag zamordowanego w nocy z 11 na 12 maja 1946 r. przez bojówkę komunistyczną bł. ks. Michała Rapacza, który był tu proboszczem w latach 1937-1946. Ksiądz Rapacz podczas wojny współpracował z Armią Krajową, pomagał też później żołnierzom ukrywającym się przed UB. Nie godził się z powojenną rzeczywistością, o czym odważnie i gorliwie głosił. Ksiądz Rapacz otrzymywał pogróżki, ale nie chciał się ukrywać ani uciekać. 19 kwietnia 2024 dokonano ekshumacji  i kanonicznego rozpoznania doczesnych szczątków ks. Michała Rapacza i złożono w sarkofagu znajdującym się w ołtarzu bocznym sanktuarium.

## Matka Boża Płocka
Obraz pochodzi z XV w., ale nazwisko autora i dokładna data powstanie nie są znane. Przedstawia on Najświętszą Pannę z Dzieciątkiem i należy do jednych z najstarszych w Polsce wizerunków Madonny. Jest to najstarszy zabytek malarski w Trzebini. Namalowano go na desce (a dokładnie na trzech deskach) w technice temperowej na sposób wzorowany na bizantyjskim typie ikonograficznym Hodigitrii, z wytłoczonym w kredowym pozłacanym tle motywem wici akantu.
Biskup Michał Kunicki, sufragan krakowski, przeprowadzający wizytację parafii w 1728 r., nazwał obraz Matki Boskiej w Płokach imago gratiosa – obraz łaskami słynący. Podobną relację przekazał biskup krakowski Andrzej Stanisław Kostka Załuski, wizytujący parafię w 1748 r. Obaj hierarchowie zanotowali, że obraz był ozdobiony srebrną sukienką,  urozmaiconą trybowanymi kwiatami złoconymi i że obok obrazu wisiały liczne wota, składane przez pielgrzymów.
Uwieńczeniem kultu obrazu Matki Bożej Płockiej był akt koronacji koronami papieskimi, dokonany przez arcybiskupa krakowskiego  ks. kardynała Franciszka Macharskiego we wrześniu 1982 r. Licznie zgromadzeni pielgrzymi usłyszeli wówczas z ust kardynała następujące słowa: "Matko Boża, my Ciebie dziś koronujemy na Patronkę, Opiekunkę Matkę i Królową polskich robotniczych rodzin. Rodzino Polska, bądź sobą, a uratujesz Polskę i chrześcijaństwo na tej ziemi".
W 1998 r. rekoronacji (oryginalne korony skradziono) obrazu dokonał ponownie kard. Franciszek Macharski.
Sanktuarium otrzymało nazwę Matki Bożej Patronki Polskich Rodzin Robotniczych. W 2007 r. umieszczono je, podobnie jak pobliskie Sanktuarium Matki Bożej Fatimskiej w Trzebini, na trasie międzynarodowego szlaku pielgrzymkowego, biegnącego od Częstochowy do Mariazell w Austrii. Odpusty odbywają się w niedzielę po 8 września.

## Galeria

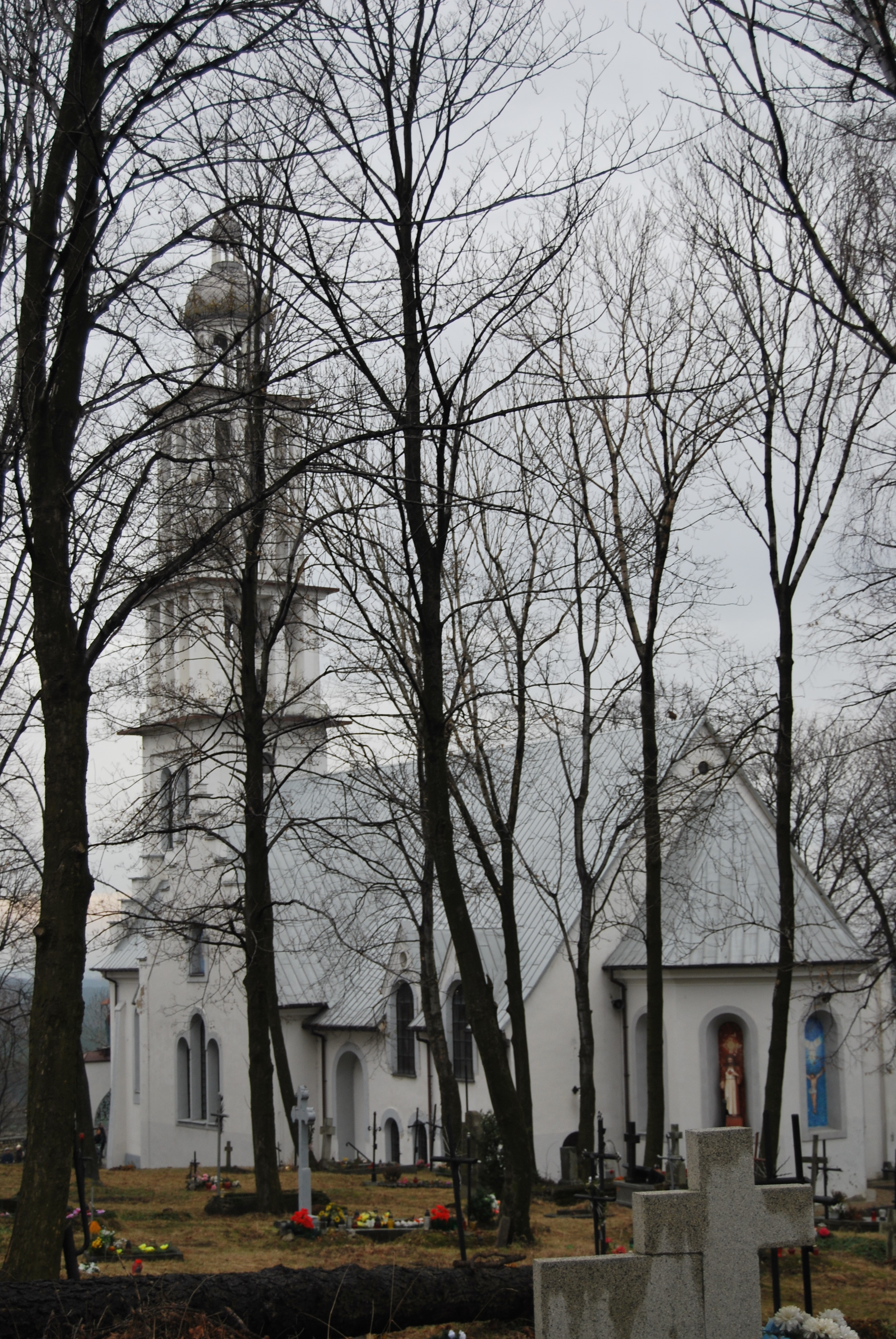
Widok świątyni od strony cmentarza
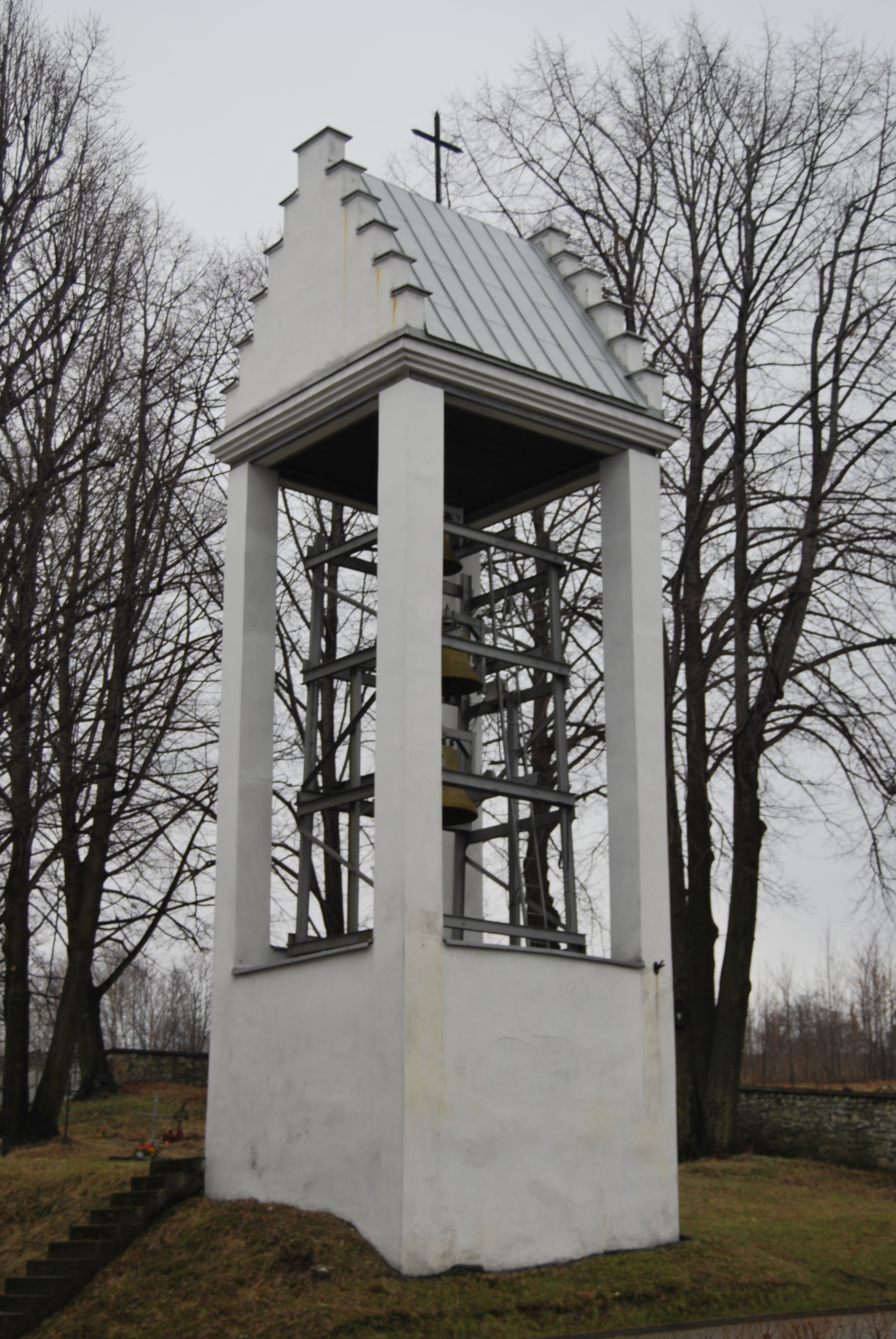
Dzwonnica
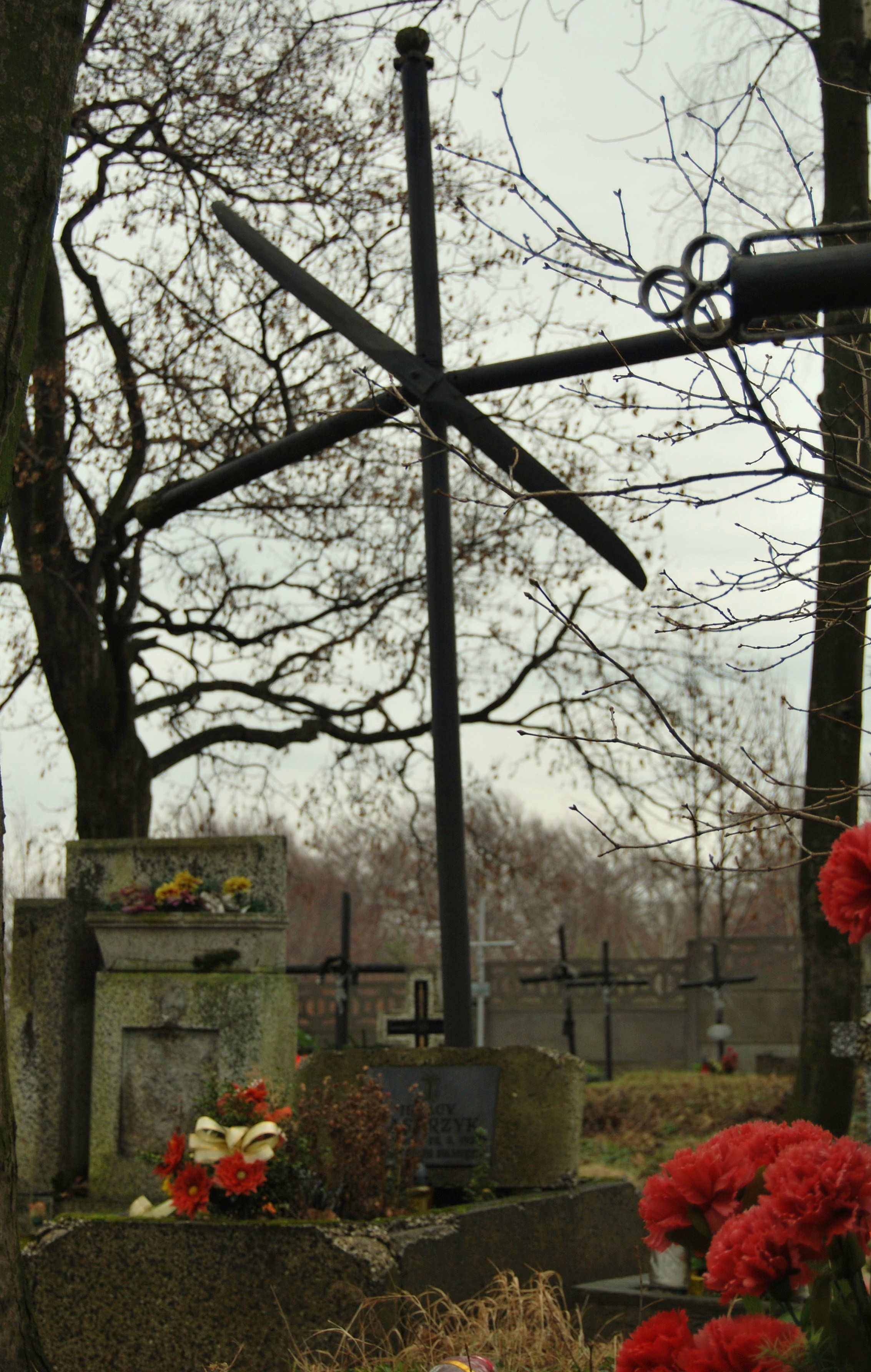
Cmentarz. Grób Ignacego Kasprzyka zg. śm lotnika 20.6. 1938 r.
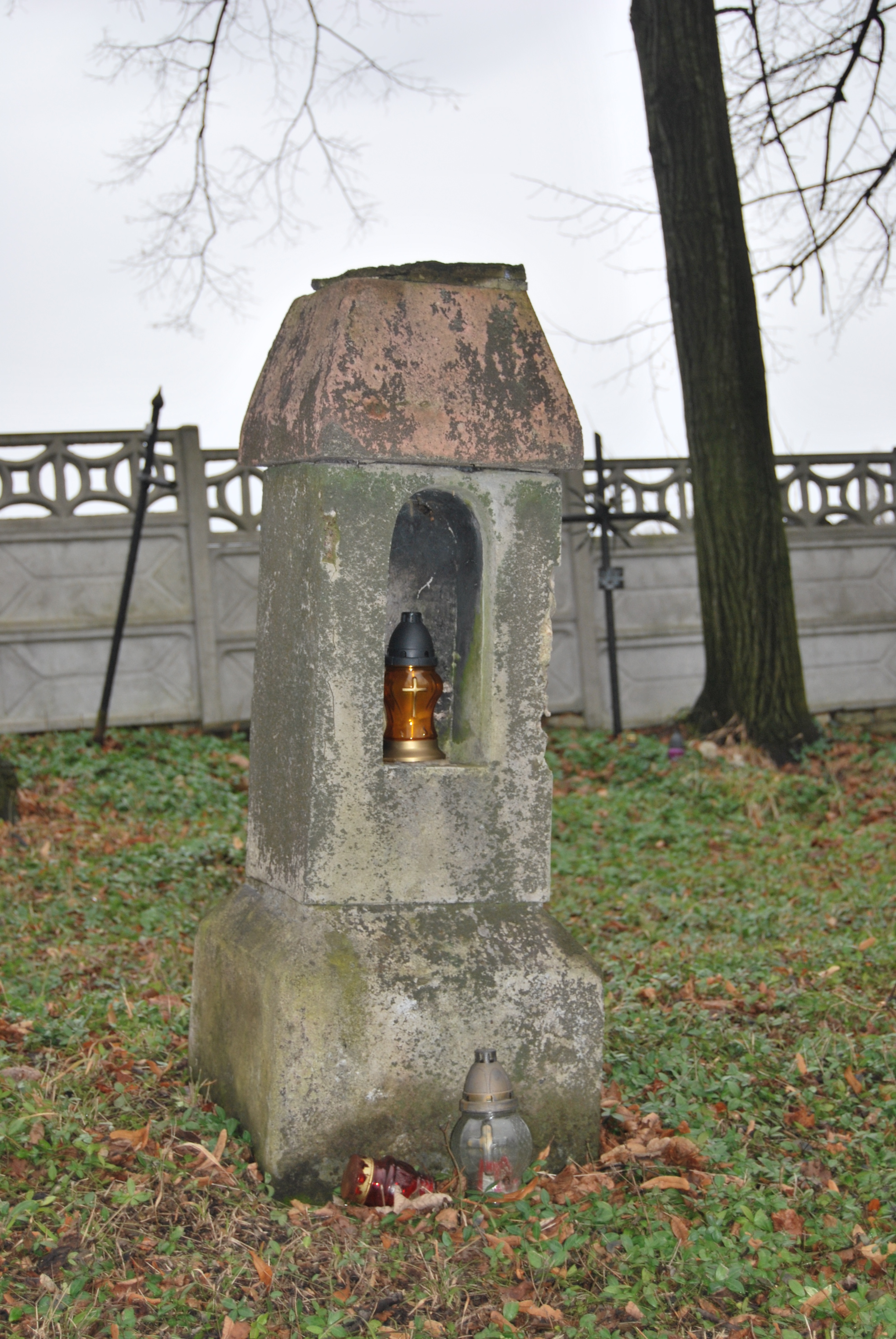
Cmentarz